# ولید صلاح عبداللطیف
ولید صلاح عبداللطیف (عربی: وليد صلاح عبد اللطيف؛ زادهٔ ۱۱ نوامبر ۱۹۷۷) یک ورزشکار اهل مصر است.
از باشگاه‌هایی که در آن بازی کرده‌است می‌توان به باشگاه ورزشی زمالک، باشگاه ورزشی اسماعیلی، و تیم ملی فوتبال مصر اشاره کرد.
وی همچنین در تیم ملی فوتبال مصر بازی کرده‌است.